# Berta Cardoso
Berta Cardoso (Lisboa, 21 de outubro de 1911 — Lisboa, 12 de julho de 1997) foi uma actriz e fadista portuguesa.

## Biografia
Berta é a fadista de referência da "época de ouro" do fado, a cantadeira que "chegou, cantou e venceu" e que foi desde logo considerada a "loucura dos fadistas". Canta pela primeira vez, em público, no Salão Artístico de Fados, acompanhada por Armandinho; o sucesso é tal que é de imediato convidada para integrar o elenco da casa, o que não vem a concretizar-se em virtude de ter apenas 16 anos. Vai, no entanto, a Espanha gravar o seu primeiro disco e em 1930 é notícia de primeira página da Guitarra de Portugal, de 30 de Outubro. Ali se refere que Berta Cardoso é "um nome consagrado", é "uma vocação que se revelou espontânea e claramente desde a sua estreia". Dotada de um estilo e de uma capacidade interpretativa singulares, Berta Cardoso tinha uma dicção irrepreensível e uma voz privilegiada, tendo ficado conhecida como "A voz de oiro do fado". A sua ascensão artística é meteórica, passando, de imediato, do anonimato a primeira figura da canção nacional.
Durante as décadas de 30, 40 e 50, tem uma notável carreira que divide entre os palcos das casa de fado e dos teatros de revista, a nível nacional e internacional; a partir da década de 60, opta por actuações mais intimistas, confinando-se quase exclusivamente às casas de fado.

## Trabalho
Durante a sua longa carreira, Berta Cardoso criou inúmeros êxitos, tendo gravado para várias editoras discográficas, entre elas a Valentim de Carvalho, a Odeon, a Columbia, a Capitol, a Imavox. Sempre com edições esgotadas, restam alguns 78 RPM e vinil, nas mãos de particulares/coleccionadores. No mercado habitual, apenas na loja do Museu do Fado e na Discoteca Amália, se pode adquirir o CD da etiqueta Estoril que reproduz seis dos seus maiores êxitos: Fado Antigo, Fado Faia, Chinela, Meu Lar, Cinta Vermelha e Cruz de Guerra, sendo a letra, dos 5 primeiros fados, da autoria de João Linhares Barbosa e a letra do 6º fado, de Armando Neves.
Existe ainda, no circuito comercial, um outro CD, editado pela Movieplay Portuguesa, o nº 20 da colecção Fados do Fado, com 4 fados de Berta Cardoso: Cruz de Guerra, de Armando Neves, Meu amor fugiu do ninho e Noite de São João, ambos de J. Linhares Barbosa e Testamento, de João Redondo.